# Базилика Святых Назария и Цельсия (Каркасон)

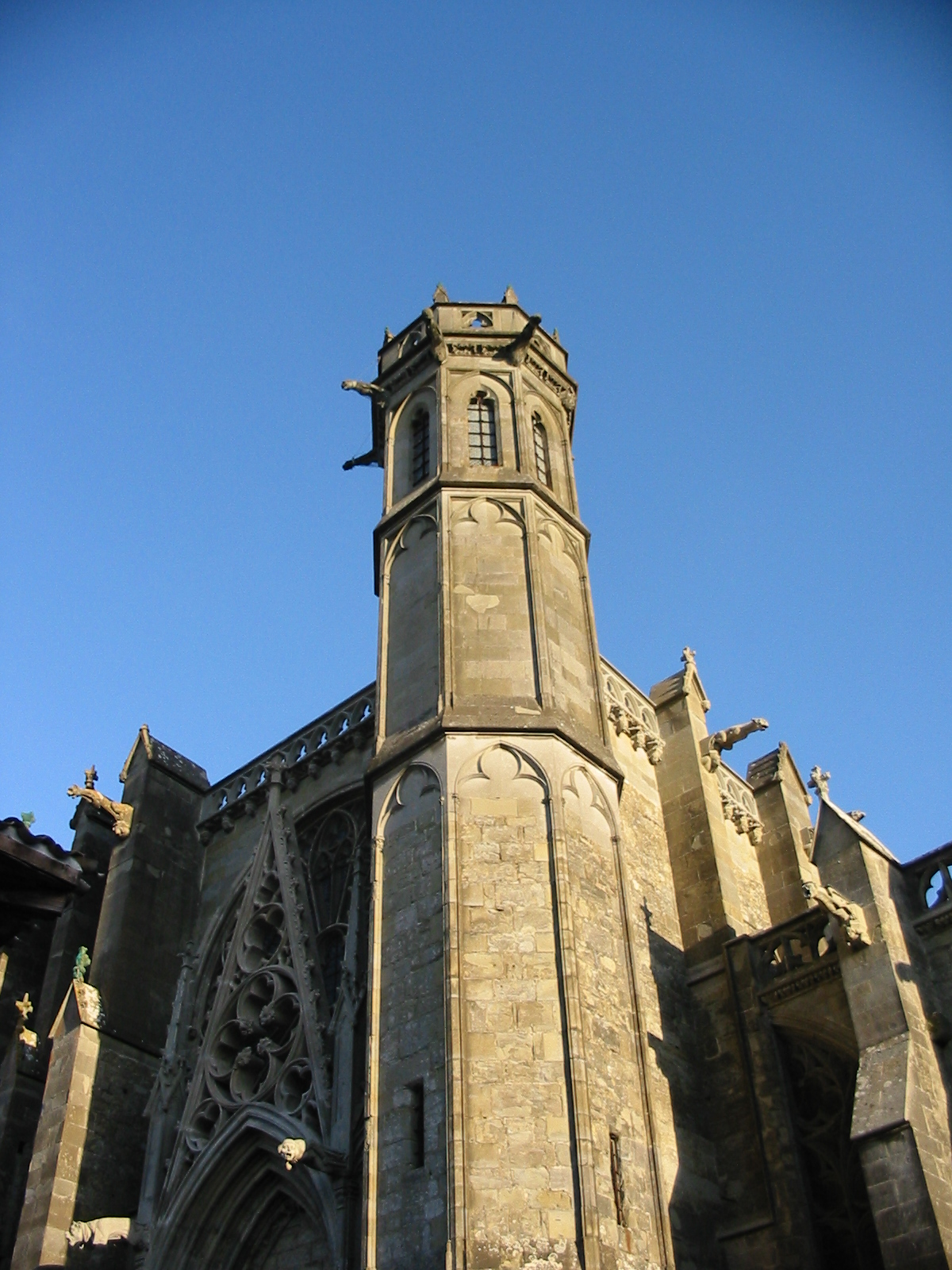
Базилика святых Назария и Цельсия

Базилика Святых Наза́рия и Це́льсия  (фр. Basilique Saint-Nazaire-et-Saint-Celse de Carcassonne) — бывший кафедральный собор в городе Каркасон (Франция). Назван в честь святых Назария и Цельсия. Национальный памятник Франции.

## История
Церковь Святых Назария и Цельсия построена в XI веке в романском стиле на месте каролингского собора и освящена в 1096 году римским папой Урбаном II. Между 1259 и 1330 годами была расширена и перестроена в готическом стиле.
Собор Святых Назария и Цельсия был кафедрой епископа епархии Каркасон, упразднённой в 1801 году.